# Colenis bonnairei
Colenis bonnairei é uma espécie de insetos coleópteros polífagos pertencente à família Leiodidae.
A autoridade científica da espécie é Jacquelin du Val, tendo sido descrita no ano de 1859.
Trata-se de uma espécie presente no território português.